# Albert Walder
Pour les articles homonymes, voir Walder.
Albert Walder (né le 9 novembre 1957 à Dobbiaco, dans la province de Bolzano dans la région Trentin-Haut-Adige) est un ancien fondeur italien.

## Palmarès

### Jeux Olympiques
| Épreuve / Édition | Calgary 1988 |
| 50 km             | 16e          |
| 4 × 10 km         | 5e           |

### Championnats du monde
| Épreuve / Édition | Seefeld 1985 | Oberstdorf 1987 |
| 30 km             | 16e          |                 |
| 50 km             |              | 8e              |

### Coupe du monde
- Meilleur classement final: 14e en 1987.
- Meilleur résultat: 3e.